# Чувари Христовог гроба
Чувари Христовог гроба представљају носиоце српског обичаја чувања Христовог гроба из области града Врлике, који се налази у сјеверној Далмацији. Традиционално се одржава сваке године послије ускршње литургије у српској православној цркви Светог Николе у Врлици.
Обичај Чувања Христовог гроба уврштен је у Регистар нематеријалног културног наслеђа Србије.

## Традиција и историја
Црква Светог Николе је основана 1618. године. Није познато када је традиција започета, иако фолклор каже да постоји више од четири вијека. „Чувари” стижу у цркву обучени у народне ношње српског становништва из Врлике и околних села, на челу са харамбашом и два чувара заузимају мјеста сјеверно и јужно од Христовог гроба. Чувари се често смјењују, дефилујући кроз цркву скоро непримјетно, побожно, заузимајући своја мјеста и не трепћући посматрају Свету Плаштаницу. Кретање чувара не ремети рад свештеника. Обичај потиче из народне побожности и не ремети црквену литургију, него јој доприносе ратничким елементима.

## Полемика
Република Хрватска је упутила понуду Друштву „Чувара Христовог гроба”, тражећи да се обичај региструје као хрватски народни обичај, што је предсједник друштва Драган Павловић одбио. Прије ове понуде, Хрватска је уврстила Сињску алку и Ојкање као хрватске народне обичаје, иако се они сматрају дијелом српске традиције. Обичај је, у почетку искључиво српски, ушао у локалну католичку литургијску праксу преко локалних Срба унијата.